# Château de Spiez
Le château de Spiez, situé au bord du lac de Thoune, dans le canton de Berne, en Suisse, est une ancienne forteresse transformée en château résidentiel, qui conserve une haute tour carrée d'origine médiévale. Il fut durant des siècles siège de la famille noble d'Erlach.

## Situation

Le château et le port de Spiez au bord du lac de Thoune en septembre 2023.

Érigé sur une langue de terre qui s’avance dans le lac et encadré par les collines de Spiezberg et de Bürg, le château et son église bénéficient d’une position très pittoresque. Une bourgade, entourée d’un mur défensif, a été établie au XIIIe siècle au pied sud du château. Les derniers ouvrages défensifs de cette agglomération ont disparu à la fin du XIXe siècle.

## Historique
Les premières traces d’établissements humains dans la région de Spiez remontent à la Préhistoire, à l’Âge du Bronze et du Fer, vers 1750 à 1500 av. J.-C. Des établissements celtiques sont également attestés. La sépulture d’un cavalier, personnage non identifié mais très important du VIe siècle au VIIIe siècle, a été découverte sous l’église. On peut supposer que le site de l’actuel château a été colonisé et fortifié dès le VIIe siècle.
Les premiers possesseurs connus du château sont les barons de Strättligen, près de Thoune, qui apparaissent en 1175 et s’éteignent avant 1350. Ils acquièrent la seigneurie de Spiez sans doute au XIIIe siècle et Henri III de Strättligen signe en 1250 en tant que « seigneur de Spiez ». Heinrich von Strättligen est connu aussi comme troubadour, ayant composé au moins trois grands poèmes d’amour courtois qui figurent dans le célèbre Codex Manesse, manuscrit enluminé des années 1310-1340.
En 1338, Johann IV de Strättligen, lourdement endetté, doit vendre la seigneurie de Spiez aux seigneurs de Bubenberg, l’une des principales familles de la ville de Berne. Plusieurs d’entre eux y occupent des fonctions importantes, tout particulièrement Adrian I von Bubenberg, qui commande les troupes bernoises lors de la guerre de Souabe. Vers la fin du XVe siècle, eux aussi au centre de difficultés économiques, doivent vendre progressivement leurs nombreuses possessions. La famille s’éteint en 1506 et une grande partie de leurs biens est alors acquise par Ludwig von Diesbach, puis en 1515 par les seigneurs d’Erlach.
La famille d’Erlach, attestée dès la fin du XIIe siècle, prend une importance considérable à Berne sous l’Ancien Régime, et fournit de nombreux avoyers de cette ville. Ayant acquis de nombreuses seigneuries, ils s’illustrent comme officiers au service étranger et, rentrés enrichis dans leur patrie, se distinguent comme constructeurs et mécènes doués d’un grand sens artistique. Ils sont à l’origine de maintes constructions prestigieuses. On relève particulièrement l’activité de l’avoyer bernois Rudolf von Erlach (1448-1507) à la demande duquel Diebold Schilling le Vieux écrit sa célèbre Chronique de Spiez (ce manuscrit enluminé tire son nom du fait qu’il était conservé dans le château éponyme). Par ailleurs, Franz Ludwig von Erlach (1575-1651), important homme d’état, fait transformer le château de Spiez et y fait aménager en 1614 une splendide salle de fêtes. Le règne de cette famille sur le château de Spiez prend fin avec Rudolf Albrecht von Erlach (1821-1884), qui, embarrassé par des investissements malheureux, doit vendre aux enchères le château de Spiez, ainsi que sa précieuse bibliothèque. Hermann Karl von Wilke achète le château en 1879, puis en 1900, le domaine passe aux mains de Rosina Magdalena Gemuseus-Riggenbach, qui le revend en 1907 à son neveu Wilhelm Schiess. En raison des difficultés d’entretien de cette propriété, une fondation est créée sous le slogan « Gardons le château de Spiez au peuple suisse » en 1929, à la suite d’une collecte nationale, l'acte d’achat peut être signé. En 2014, une exposition permanente est inaugurée au château, consacrée aux trois grandes familles qui ont profondément marqué l’histoire de cette demeure.

## Historique de la construction
Si ce plateau stratégique a sans doute été fortifié de très longue date, on en ignore cependant le détail. Les éléments les plus anciens, dont la grosse tour carrée ou donjon remontent non pas au Xe siècle comme on l’a longtemps cru, mais assurément à la fin du XIIe siècle ou début du XIIIe siècle. À la suite d’un incendie, d’importants travaux ont eu lieu entre 1456 et 1469, une époque marquée par la reprise du domaine par Adrian I von Bubenberg .
Au début du XVIe siècle, l’avènement de la famille d’Erlach, nouvelle propriétaire, marque une nouvelle phase de transformations et d’embellissements, qui s’est intensifiée entre 1597 et 1602, sous l’influence de Franz Ludwig von Erlach, qui fait établir au-dessus de la porte d'entrée méridionale une plaque sculptée en bas-relief portant ses armoiries et celles de son épouse Salomé Steiger. Il fait aussi ériger l’oriel à trois niveaux partant du premier étage, et, en 1600, surélève le dernier étage de la tour, où les merlons sont également peints aux armes de son couple. Le même propriétaire entreprend en 1614 la décoration de la somptueuse salle des fêtes au deuxième étage, opération d’un grand raffinement qu’il confie au stucateur d’origine tessinoise Gian Antonio Castelli, originaire de Melide, mais précédemment occupé à Munich dans la résidence des ducs de Bavière,. Plusieurs ébénistes travaillent également durant cinq ans au château pour confectionner les nombreuses portes et lambris. Les stucs en haut relief de cette salle illustrent sur le panneau central du plafond millésimé 1614, les armoiries de Franz Ludwig von Erlach et de ses deux épouses successives, Salomé Steiger et Johanna von Graffenried. Sur le couvrement de la cheminée monumentale on observe, tenues par un putto grandeur nature, les armes Erlach-Graffenried et, aux extrémités, des sphinges ailées. La frise du plafond illustre la parabole du Fils prodigue, ainsi que la légende de Suzanne et les vieillards (Daniel apocryphe 13:1-64). Enfin, le décor de l'oriel illustre les Victoires, ainsi que diverses divinités antiques, Poseidon, Cérès, Mars, Vénus, Bacchus, ainsi que Apollon et Artémis.
En 1743 est érigée une auberge (l'actuel Roselier) au sud-est de la cour et au nord est établie une terrasse rectangulaire plantée d’arbres.
En 1870, le dernier propriétaire appartenant à la famille d’Erlach tente de renflouer ses finances en procédant à une vaste opération immobilière à l’extrémité de la presqu’île. Il demande à l’architecte franco-bernois Horace Édouard Davinet (constructeur aussi Grand Hôtel de Giessbach) de bâtir un vaste établissement hôtelier à deux avant-corps et tourelle dans le goût classique, à toit Mansart. Cette imposante bâtisse, trop coûteuse, a provoqué la faillite de son promoteur ; elle a été remplacée dans les années 1970 par un établissement bien plus discret.
Hermann Karl von Wilke (grand-père du juriste et industriel Tilo von Wilmowsky (de)) est propriétaire de 1875 à 1900.
Le château est géré par une fondation depuis 1927. Cette dernière fait entreprendre d’importants travaux de restauration en 1935-1936, et supprime un certain nombre d’adjonctions, alors considérées comme inacceptables. Elle fait notamment transformer le « nouveau château » des années 1746-1769 pour en faire « une maison de campagne bernoise » d’après le projet de l’architecte Karl Indermühle (de).

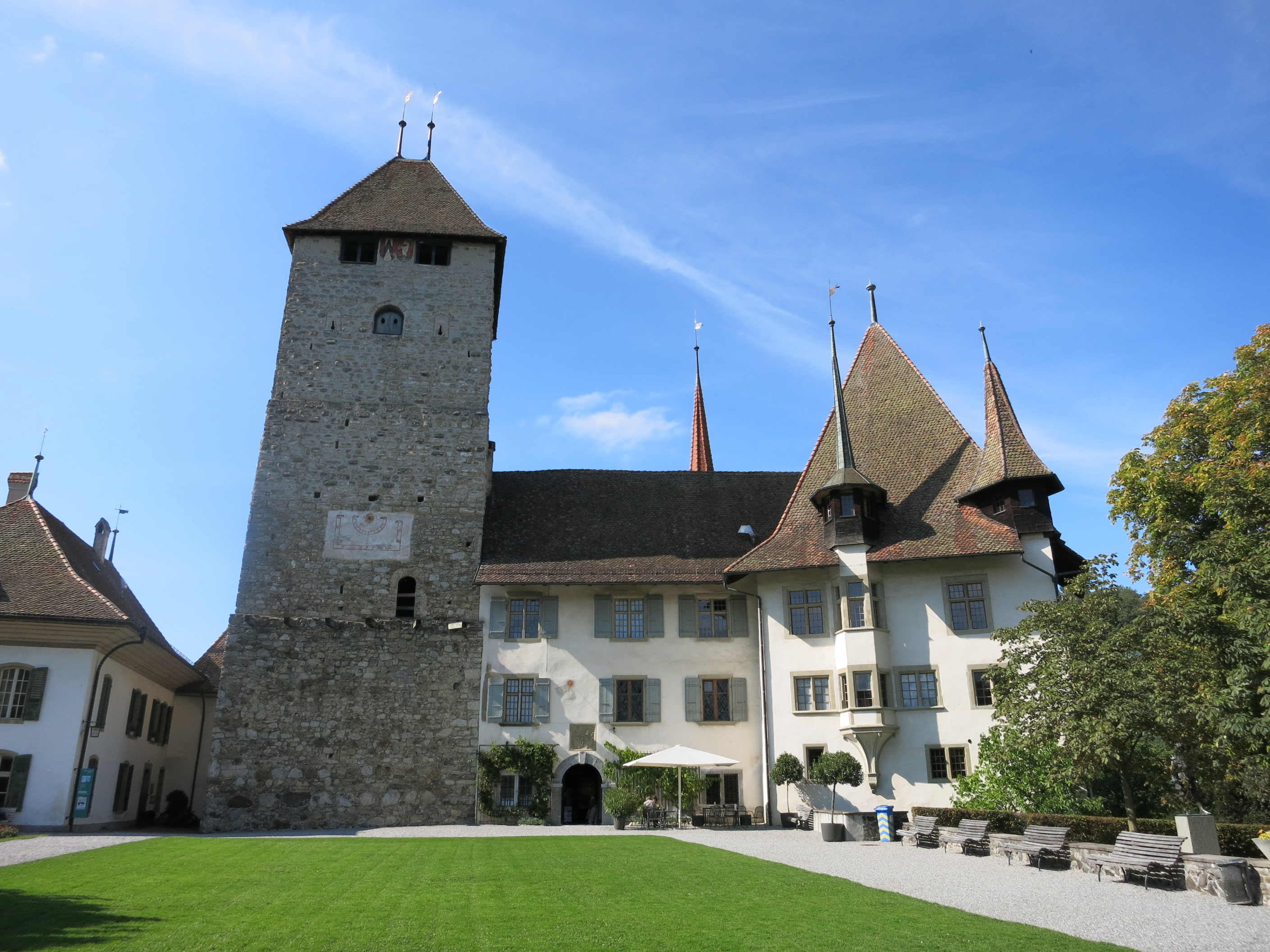
Façade orientale.
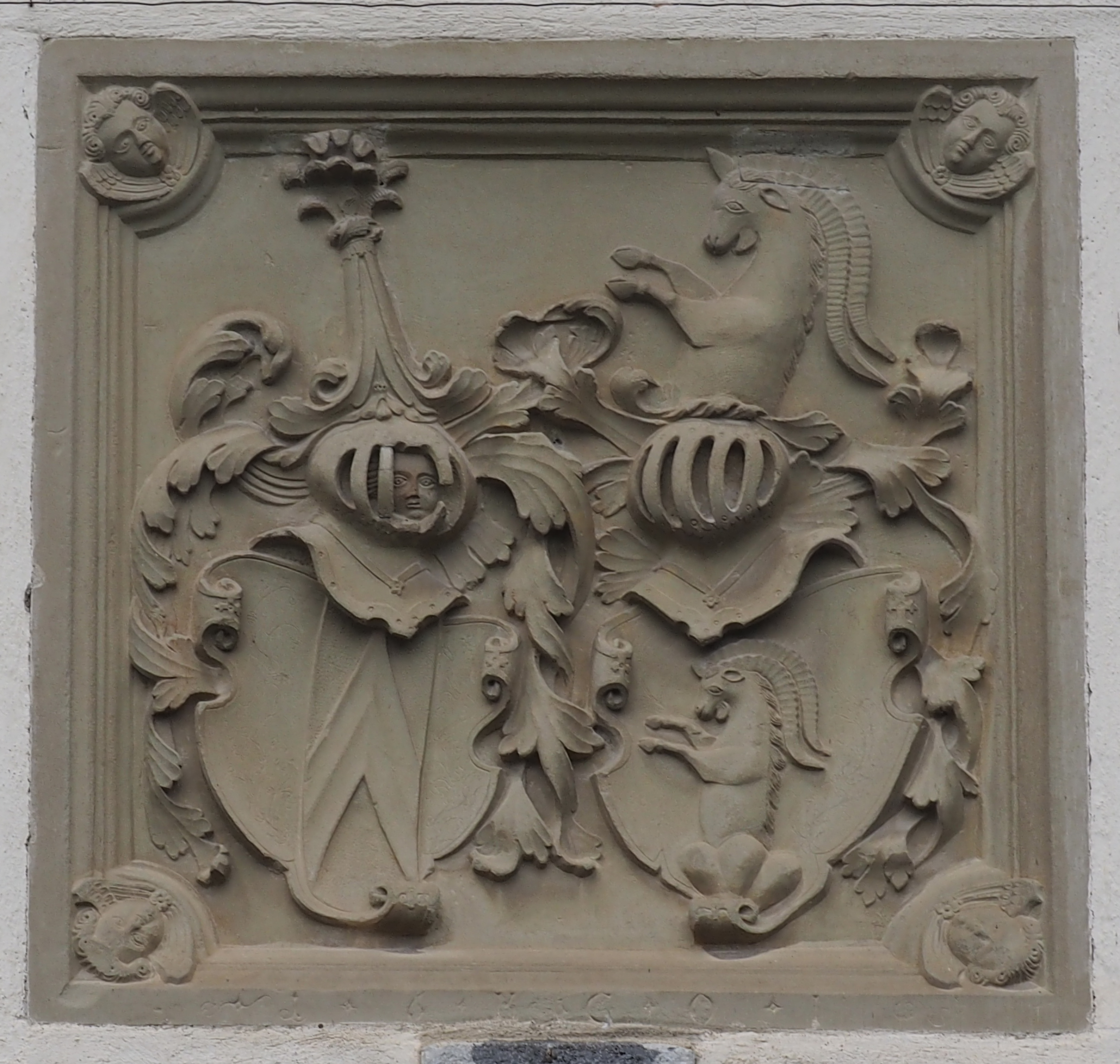
Armoiries de Franz Ludwig von Erlach et de Salomé Steiger, 1601.
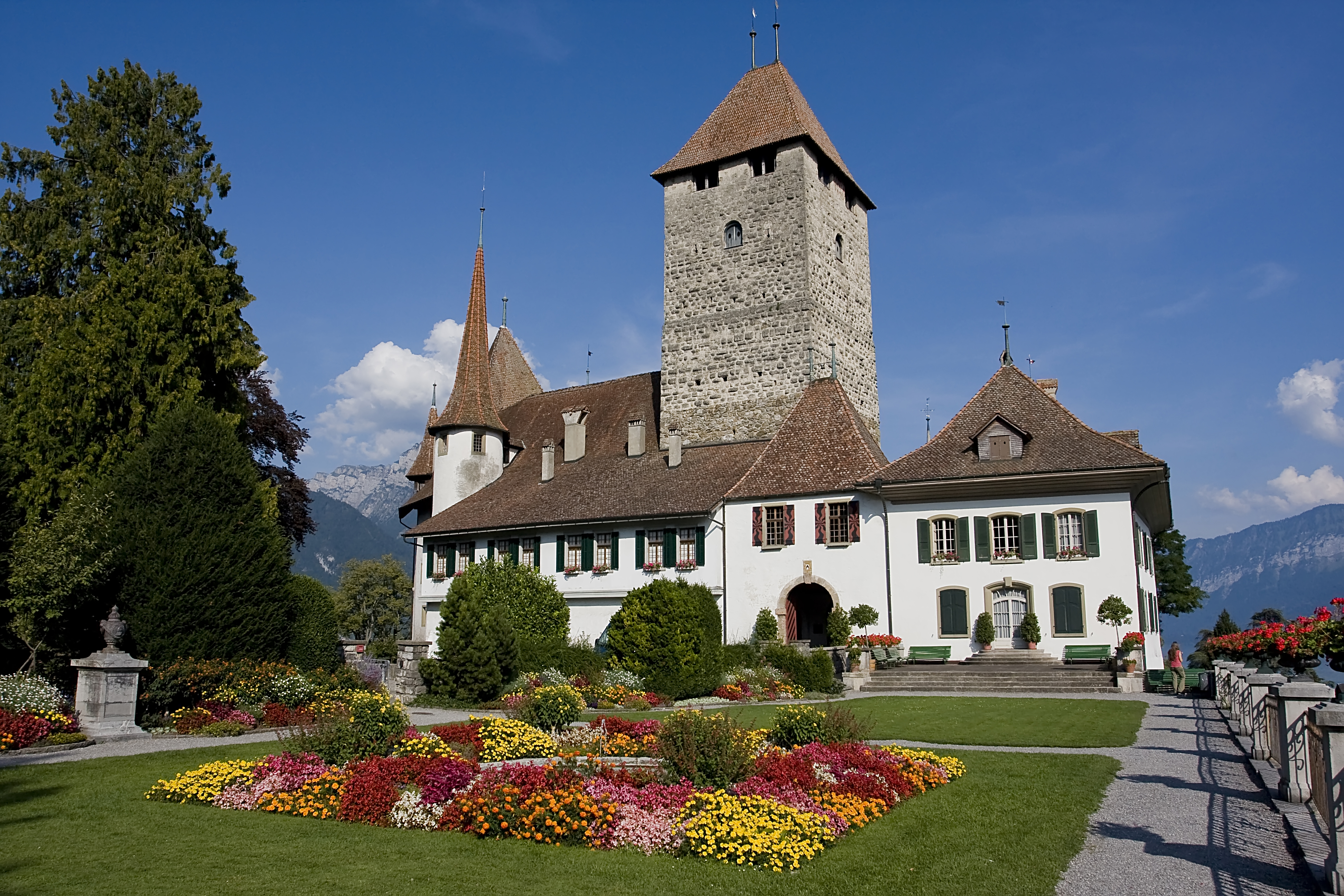
Façade occidentale.
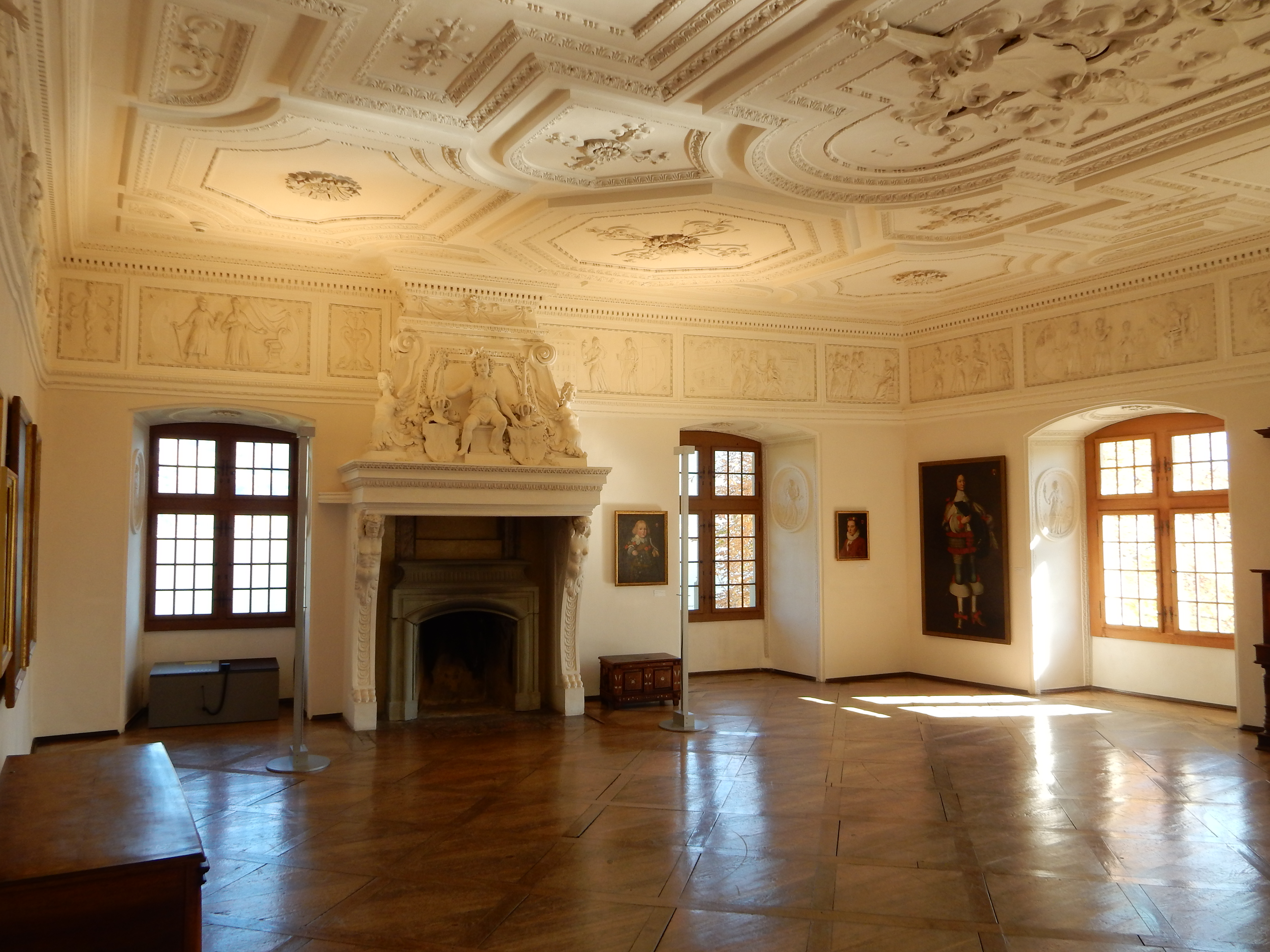
Spiez, château, 2e étage, salle des fêtes 1614.
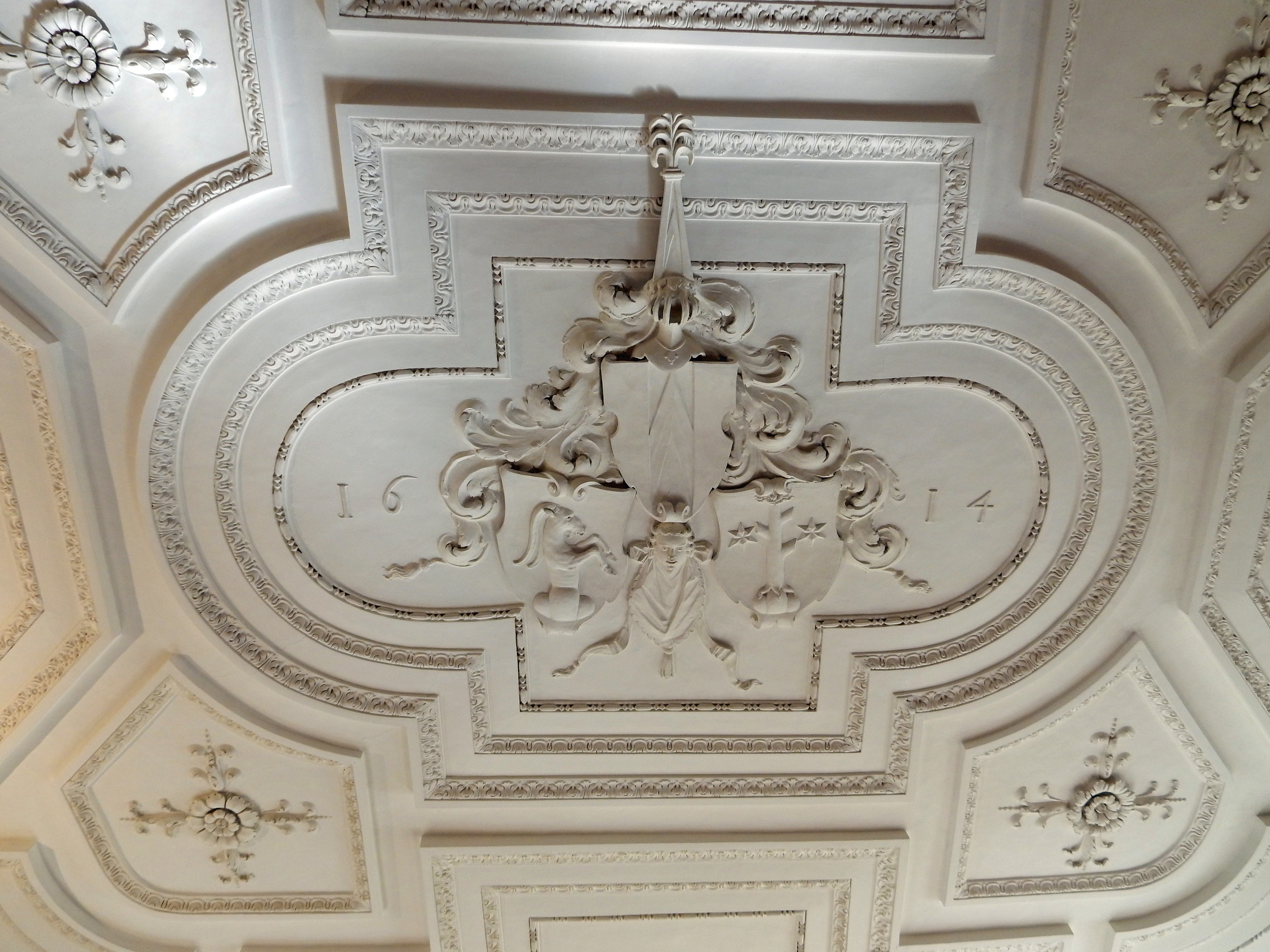
Médaillon central 1614.
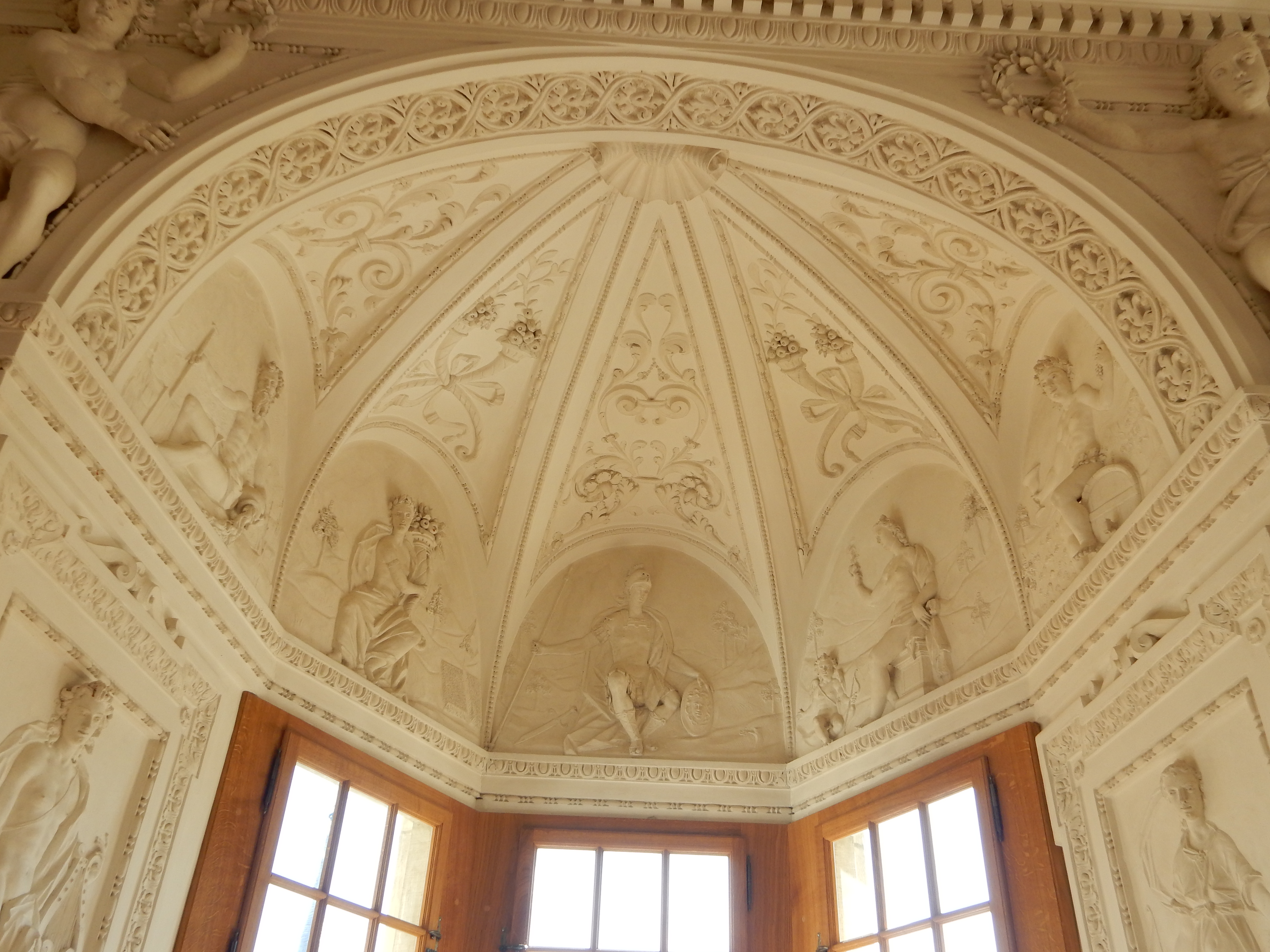
Spiez, château. Deuxième étage, stucs de l'oriel, 1614.
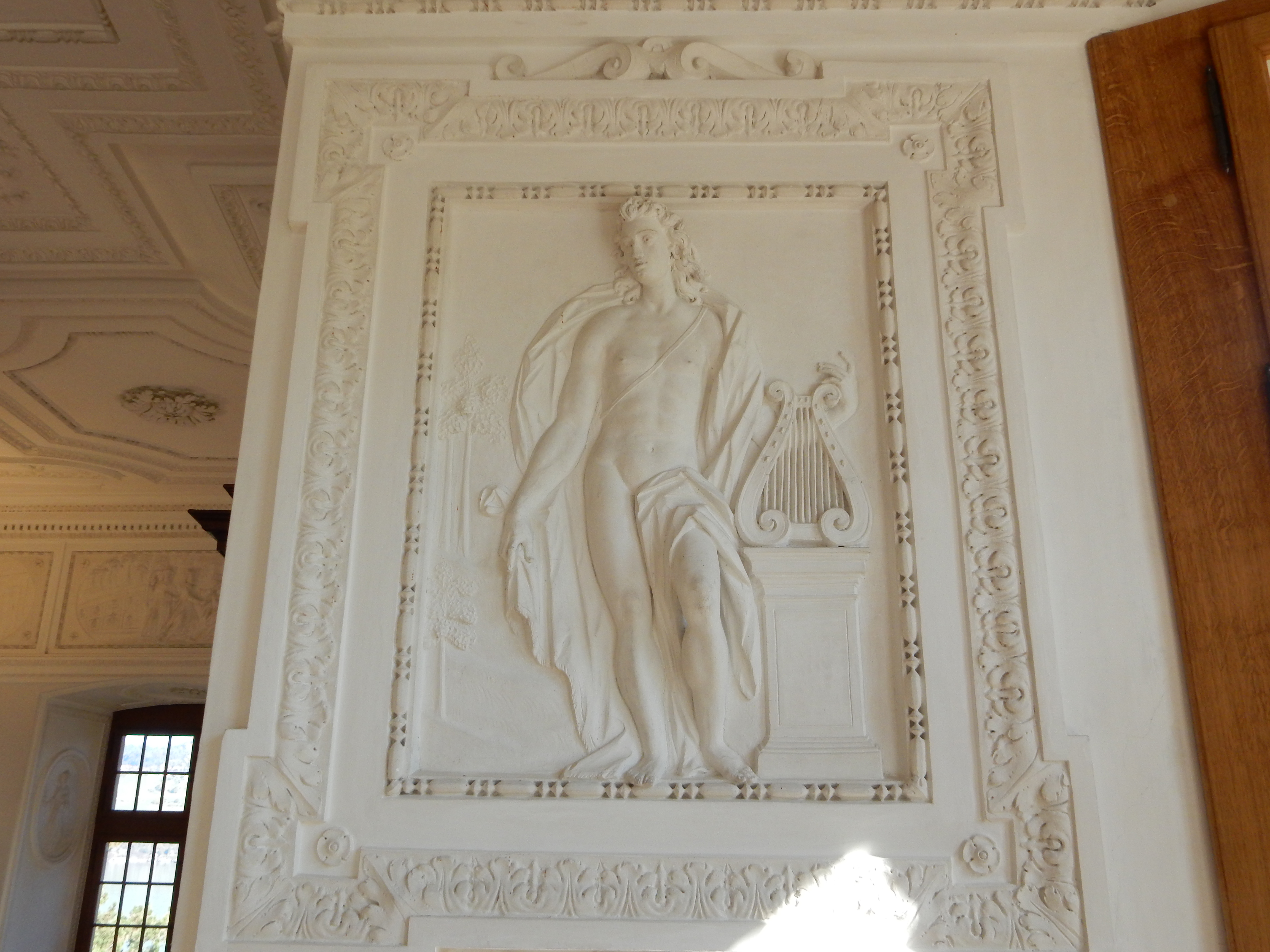
Priel, 1614. Apollon.
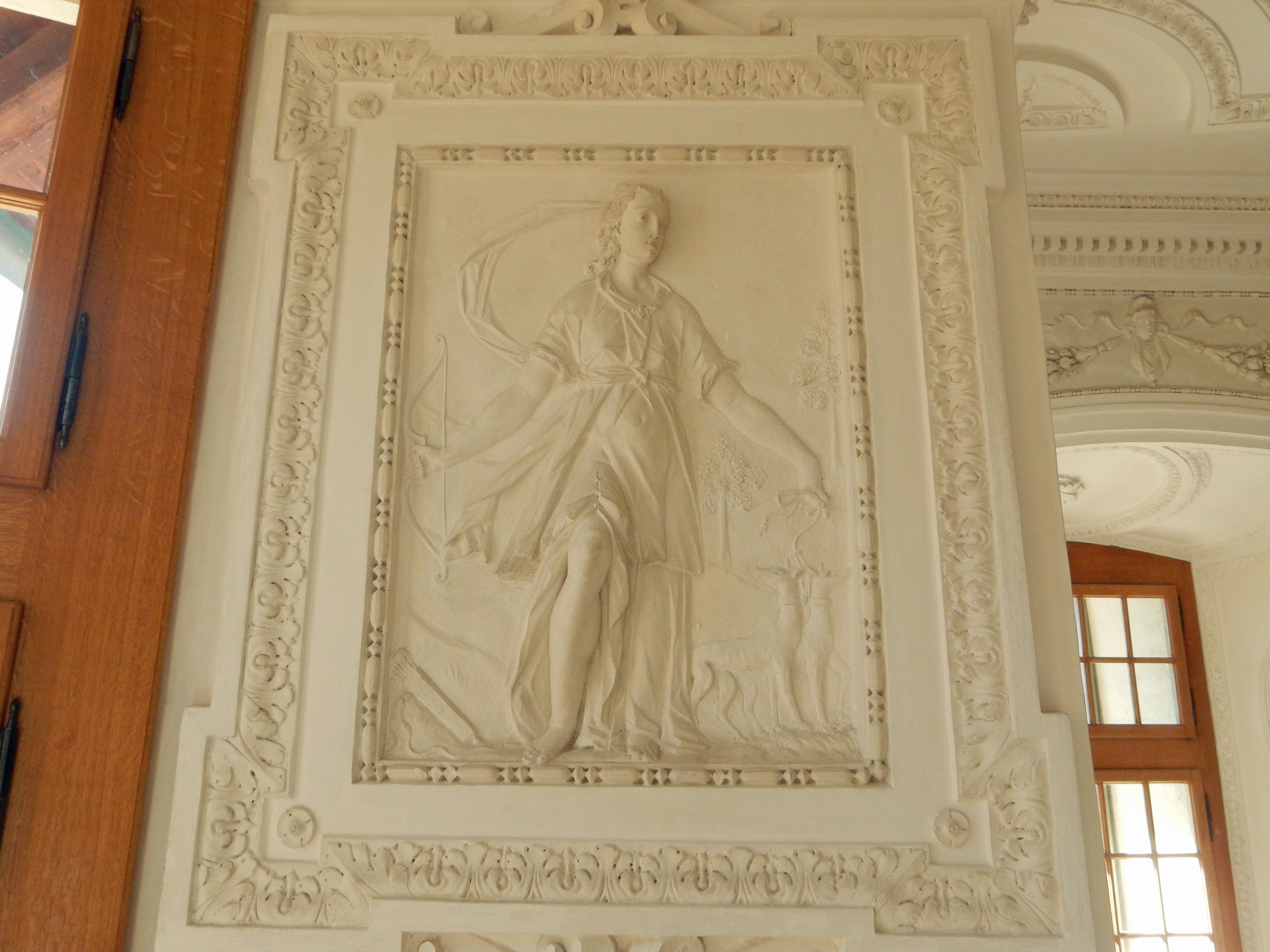
Oriel, 1614. Artémis.
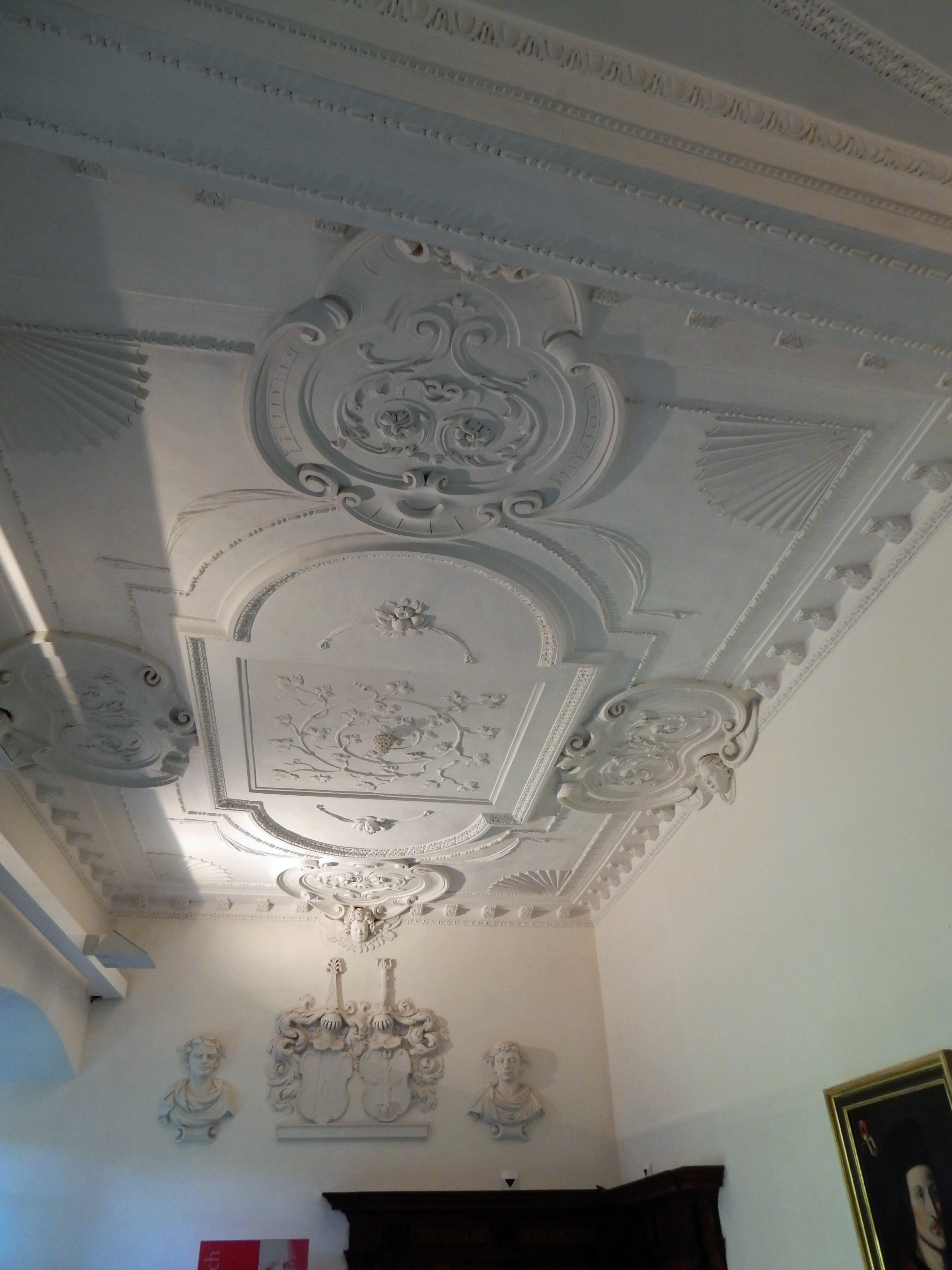
Corridor, stucs par Giovanni et Octaviano Brando, 1627.